# Sandwich
Sandwich é uma banda Filipina formada em 1995 na cidade de Manila.

## Integrantes
- Raimund Marasigan - vocales, teclado, guitarra
- Myrene Academia-Marasigan - baixo, vocal de apoio
- Diego Castillo - guitarra ritmica, vocal de apoio
- Mong Alcaraz - guitarra ritmica, vocal de apoio, teclado
- Mike Dizon - bateria

### Ex-integrantes
- Marc Abaya - guitarra ritmica, vocal de apoio

## Discografia

### Álbuns de estudio
- 1998 - Grip Stand Throw
- 2000 - 4-Track Mind
- 2003 - Thanks To The Moon's Gravitational Pull
- 2006 - Five on the Floor
- 2008 - S Marks the Spot
- 2010 - Contra Tiempo

## Compilações e Colaborações

### Compilações
- The 2 in 1 Series: Sandwich

### Colaborações
- 2004 - Full Volume
- "Right Now"
- 2005 - Pinoy Ako
- "Humanda Ka"
- 2006 - Kami nAPO muna
- "Bakit Ang Babae"
- 2006 - CloseUp Season of Smiles
- "Close Encounter"
- 2008 - Sakto Sa Pasko
- "Simbang Gabi"
- 2010 - I-Star 15: The Best Of Alternative & Rock Songs
- "Humanda Ka"

### Singles
- Grip, Stand, Throw
- Butterfly Carnival
- Sakyan
- Art To Di Too
- Maybe
- Food for the Soul
- Hairpin
- Sometimes
- Right Now
- Two Trick Pony
- Nahuhulog
- Humanda Ka
- Masilungan
- Sugod
- Walang Kadala-dala
- DVDX
- "Super Noypi"
- Sunburn
- "Zaido (Pulis Pangkalawakan)"
- Procrastinator
- Betamax
- Selos
- Manila
- Putik
- Lakad
- Pera Pera